# Sanaga-Maritime
La Sanaga-Maritime est un département du Cameroun situé dans la région du Littoral. Son chef-lieu est Édéa.

## Géographie
Le département s'étend au sud et à l'est de la région du Littoral et sur le cours inférieur de la Sanaga de son embouchure sur le golfe de Guinée à son confluent avec la rivière Liwa à l'est de Nyanon.

## Population
Le département de la Sanaga-Maritime est peuplé des populations autochtones Bakoko ou Elog Mpo'o (Yassoukou, Adiè, Ndonga, Yakalag, Bisso'o), Malimba, Pongo-Songo, Bonangasse et des Bassa mais aussi de plusieurs autres ethnies issues de l'ensemble du Cameroun.

## Histoire
En 1957 des militants de l'Union des populations du Cameroun (UPC), confrontés à l'illégalité et à la répression, commencent à prendre le maquis en Sanaga-Maritime. La région propose un terrain plutôt favorable à la guérilla : peu de routes carrossables et une ligne de chemin de fer unique, ce qui rend difficile les manœuvres des troupes de l'administration coloniale française.
La guérilla s'organise tant bien que mal, avec ses « généraux » et ses « capitaines » à la tête de « régiments » (150-200 guérilleros) et « bataillons » (50 guérilleros). L'armement est très sommaire : quelques fusils et pistolets dérobés, mais essentiellement des machettes, gourdins, arcs et flèches.
Pour répondre à la rébellion, l'administration française met en place la ZOPAC, véritable « plan d'ensemble » destiné, selon les mots de responsables français, à « faire participer la population par tous les moyens à notre action », « dresser la population contre l'UPC », « organiser des patrouilles d'habitants pour compromettre les gens [...] collectivement », « recenser tous les chômeurs des villes afin de les emprisonner pour vagabondage ou les reconduire dans leurs villages »,« épurer d'administration des éléments troubles », « utiliser à fond la propagande chuchotée », etc.
La création de « milice d'autodéfense » composées de villageois locaux est ordonnée par le commandement militaire français. Le général Lamberton fait savoir que « tout hameau dont la population attaquée ne se défendrait pas s'expose à des sanctions pouvant aller jusqu'à la déportation. » Certaines milices adoptent un comportement extrêmement violent, en particulier celles dirigées par Pierre Dimalla  (ex dirigeant du parti pro-français Esocam) et Jacques Bidjocka (chef supérieur d'Eséka). Ce dernier reconnaitra avoir fait exécuter plus de 600 personnes, souvent jetées vivantes, des pierres attachées au coup, dans la Sanaga.

## Organisation administrative
Le département est découpé en 11 arrondissements et/ou communes :
| COG    | Communes           | Chef-lieu  | Superficie (km²) | Population (2018) |
| ------ | ------------------ | ---------- | ---------------- | ----------------- |
| LT0408 | Dibamba            | Logbadjeck | 1 600            | 5 389             |
| LT0405 | Dizangué           | Dizangué   | 541              | 17 209            |
| LT0401 | Édéa Ier           | Pongo      | 1 009            | 64 761            |
| LT0407 | Édéa IIe           | Ékité      | 781              | 13 539            |
| LT0410 | Massock-Songloulou | Massock    | 576,3            | 5 080             |
| LT0406 | Mouanko            | Mouanko    | 1 378            | 9 228             |
| LT0404 | Ndom               | Ndom       | 1 700            | 10 414            |
| LT0402 | Ngambe             | Ngambe     | 470              | 6 255             |
| LT0409 | Ngwei              | Makondo    | 500              | 4 866             |
| LT0411 | Nyanon             | Nyanon     | 598              | 12 607            |
| LT0403 | Pouma              | Pouma      | 701              | 13 772            |

## Éducation
Le département de Sanaga-Maritime compte 68 établissements d'enseignement secondaire dont 38 collèges et 30 lycées, 60 sont francophones et 8 bilingues, 49 assurent un enseignement général et 19 un enseignement technique.

## Environnement, faune et forêt
Le département compte deux aires protégées :
- La réserve de faune de Douala-Edéa (160 000 ha) s'étend sur la plaine côtière sur les rives du golfe de Guinée à l'ouest du département.

- La réserve de faune du Lac Ossa (4 000 ha) s'étend à l'ouest d'Edea au nord de la Sanaga.

## Personnalités
- Ngo Marinette Yetna (député à l'assemblée nationale Xe législature pour la Sanaga Maritime)
- François BIBA (député PCRN à l'assemblée nationale Xe législature)
- Louis Bapes Bapes, ancien ministre
- Nyetam Nyetam Hans, ancien ministre
- Polycarbe BANLOG, ressortissants Biso'o par NYANON (village Pendiki). Homme politique premier Maire de la Commune de NYANON et tout premier président du conseil régional du littoral.
- Samuel eto'o footballeur et président de la fecafoot
- Joseph Antoine belle, footballeur
- Jacque songo'o, footballeur
- Jean II Makoun, footballeur
- Martin Hongla, footballeur
- Sinkot, footballeur
- Omam Biyik, footballeur
- Yinda homme politique ancien directeur de la sosucam
- Yodol perrial homme d'affaires, ancien directeur général de Tradex
- Henri Hogbe Nlend, ancien ministre
- Jacque Roger Booh Booh, ancien ministre et ambassadeur
- Momha Jean Calvin, Général
- Polo Banlog, musicien
- Olivier de clovis, chanteur d'assiko
- MAKON MA WEHIONG Samuel, ancien Ministre de la Jeunesse et des sports
- Pr. PEGNYEMB Dieudonné, Recteur de l'Université de Bertoua
- MATAGA Christian, Homme d'affaires, Conseiller Régional
- BASSAHAG Célestin, Homme d'affaires

### Sources
- Décret n°2007/115 du 13 avril 2007 et décret n°2007/117 du 24 avril 2007